# 石屏无患子
石屏无患子（学名：Sapindus rarak var. velutinus）为无患子科无患子属下的一个变种。

## 扩展阅读
- 維基物種上的相關：石屏无患子